# Avril 1841

## Événements
- 3 avril, France : loi qui affecte un crédit de 140 millions de francs à la création d'une enceinte fortifiée pour protéger la capitale. Dite enceinte de Thiers, du nom d’Adolphe Thiers, président du Conseil du moment, cette enceinte est terminée en 1845.
- 6 avril : début de la présidence Whig de John Tyler aux États-Unis (fin en 1845).
- 10 avril, France : le projet de Revue de l'Orient semble aller mal. En fait, elle ne paraîtra pas, concurrencée d'avance par la Revue orientale du Dr Barrachin.
- 13 avril : démission du cabinet libéral de Joseph Lebeau, en Belgique, à la suite des débats sur l’enseignement et l’Église. Début du cabinet de coalition libéral et catholique de Jean-Baptiste Nothomb (fin en 1845).
- 15 avril, France : la Revue des deux Mondes publie enfin l'article de Gobineau sur Capo d'Istria. Il y fait le procès d'un philhellénisme niais qui prétend voir dans les Grecs modernes les héritiers et les descendants des Grecs antiques. Article non dépourvu de lucidité politique ni de générosité, où Gobineau fonce contre Capo d'Istria, considéré comme l'artisan de la politique russe en Orient, et sert assez curieusement ainsi la politique de François Guizot.
- 17 avril, France : le succès de l’article de Gobineau de la Revue des Deux Mondes lui fait envisager l'avenir avec espoir.
- 19 avril : Victor Hugo termine la rédaction de son Discours de réception à l'Académie.
- 25 avril : Mayotte devient protectorat français.

## Naissances
- 2 avril :
  - Clément Ader, inventeur et constructeur, précurseur de l'avion († 1925).
  - George Turner, peintre britannique († 29 mars 1910).
- 3 avril : Hermann Carl Vogel (mort en 1907), astronome allemand.
- 13 avril : Louis-Ernest Barrias, sculpteur français († 4 février 1905).
- 18 avril : Émile Taillebois, archéologue et numismate français (†25 août 1892).

## Décès
- 4 avril : William Henry Harrison, Président des États-Unis.
- 29 avril : Aloysius Bertrand, poète romantique (Louis Bertrand, ° 1807).